# Gustaf Mauritz Armfelt
Le comte Gustaf Mauritz Armfelt (en russe : Густав Мориц Армфельт), né le 31 mars 1757 à Tarvasjoki en Finlande et mort le 19 août 1814 à Tsarskoïe Selo près de Saint-Petersbourg, en Russie, est un aristocrate suédois qui fut au service de la Suède puis de l'Empire russe.
Militaire, courtisan et diplomate suédois, il fut au service de Gustave III de Suède et de Gustave IV Adolphe de Suède, puis de 1812 à 1814 il servit dans l'Armée impériale de Russie au grade de général d'infanterie. En Finlande, il est considéré comme l'un des plus grands hommes d'État finlandais. Ses conseils délivrés au tsar Alexandre Ier se révélèrent d'une importance capitale dans l'instauration du grand-duché de Finlande et son autonomie.

## Famille
Gustaf Mauritz Armfelt est le fils du général-baron Magnus Wilhelm Armfelt (ou Armfeldt) dont le domaine se trouve en Finlande. Gustaf Mauritz Armfelt eut de nombreux enfants avec différentes maîtresses. La plus connue d'entre elles fut Magdalena Rudenschöld (1766-1823), comtesse suédoise, avec qui il entretint une relation amoureuse de 1785 à 1793. Son autre maîtresse fut l'actrice française mademoiselle L'Éclair dont il eut un fils, Maurice L'Éclair (1780-1841), (anobli en 1816 sous le nom de Mauritz Clairfelt), général suédois. Au cours de son exil en Courlande (1799-1802), il fut l'hôte de Pierre de Biron, duc de Courlande, et il eut deux filles avec la fille du duc, Catharina Fredrika Wilhelmina Benigne, princesse de Courlande (1781-1839), (plus tard aussi duchesse de Rohan-Guéménée, princesse Troubetskoï, comtesse von der Schulenburg-Vitzenburg), qui lui donna : Gustava Charlotta Wilhelmina (Mina) Armfelt (1798-1863) et Adélaïde Gustava Aspasia (Vava) Armfelt (1801-1881). Mina fut officiellement déclarée fille de son cousin Fredrik Armfelt. Vava fut adoptée dans la famille comtale d'Armfelt en 1812.
Gustaf Mauritz Armfelt épousa le 7 août 1785 la comtesse Hedvig Ulrika de la Gardie (1761-1832), fille du comte Carl Julius de la Gardie et de son épouse, née comtesse Magdalena Christina Stenbock.
De cette union naquirent huit enfants :
- Maria Magdalena Catharina Augusta Armfelt : (1786-1845), comtesse ;
- Gustaf Fredrik Armfelt : (1788-1789) ;
- Carl Armfelt : (1788) ;
- Magnus Armfelt : (1788) ;
- Gustaf Magnus Armfelt : (1792-1856), lieutenant-général, inspecteur des troupes finlandaises, comte;
- Alexander Armfelt : (1794-1876), capitaine, comte, militaire et homme d'État russe[2] ;
- Constantin Armfelt : (1796-1797) ;
- Carl Wilhelm Magnus Armfelt : (1797-1878).

## Biographie
Issu d'une famille de la noblesse suédoise, Gustaf Mauritz Armfelt devint enseigne de la garde en 1774, mais sa légèreté provoqua le courroux de Gustave III. Avec raison, il pensa plus prudent de se rendre à l'étranger et rencontra en 1780 le souverain de Suède à Spa. Son amabilité naturelle, son intelligence, son aisance en société lui permirent de gagner les faveurs du roi. Dans un premier temps, il remplit les fonctions de maître des plaisirs à la Cour, mais il ne tarda pas à se voir confier des affaires plus sérieuses. En 1783, il participa aux négociations avec l'impératrice Catherine II. Au cours de la Guerre russo-suédoise de 1788-1790, il se révéla un homme digne de confiance et en [Russie, il devint célèbre grâce à sa participation active à la conclusion du traité de Värälä mettant fin au conflit qui opposait la Russie à la Suède. Il reçut, en raison de son aide précieuse apportée lors des négociations, l'ordre de Saint-Alexandre Nevski et l'ordre de Saint-André. En 1788, les Danois envahirent subitement la Suède et menacèrent Göteborg. Sous la direction du roi, Armfelt préleva une armée en Dalécarlie et la mena à la victoire. Alors que la noblesse suédoise s'éloignait de son monarque, Gustaf Mauritz Armfelt resta fidèle à Gustave III.

### Diplomatie

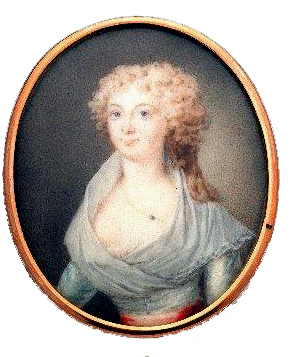
La comtesse Magdalena Rudenschöld (1766-1823)

Gustave III confia sur son lit de mort au fidèle Armfelt le soin de veiller sur son jeune fils et le nomma membre du conseil de régence et haut-gouverneur de Stockholm. Mais les nobles hostiles aux gustaviens poussèrent le duc et régent Charles de Suède à envoyer Armfelt comme ambassadeur de Suède à Naples (1792-1794), afin d'avoir le champ libre. Armfelt entra alors en correspondance avec Catherine la Grande et lui exposa son plan : par le biais d'une démonstration militaire, provoquer la restauration des gustaviens sur le trône de Suède et procéder à un changement dans le gouvernement suédois. Le complot fut découvert par des espions du régent, à la tête desquels se trouvait Francesco Piranesi. Armfelt put échapper, avec l'aide de la reine Caroline, à l'envoyé du duc Charles venu l'arrêter à Naples. Il se rendit donc en Russie avec l'espoir d'intégrer l'Armée impériale, mais il fut interné à Kalouga en Russie de 1794 à 1797. Pendant ce temps, en Suède, ses biens furent confisqués et il fut condamné à mort pour haute trahison. Sa maîtresse, Magdalena Rudenschöld, injustement accusée, fut fouettée sur la place Riddarhus. Ce n'était qu'une vieille rancune assouvie par la régente. Condamnée à mort, la comtesse Rudenschöld vit sa peine commuée en prison à vie et fut libérée deux ans plus tard. Quant à Gustaf Mauritz Armfelt, il s'installa après sa libération à Dresde et à Berlin, où il vécut de 1797 à 1799 et en Silésie, en Bohême et en Courlande de 1799 à 1802. Au cours de son exil en Courlande, il fut l'hôte de Pierre de Biron, duc de Courlande.

### Carrière militaire

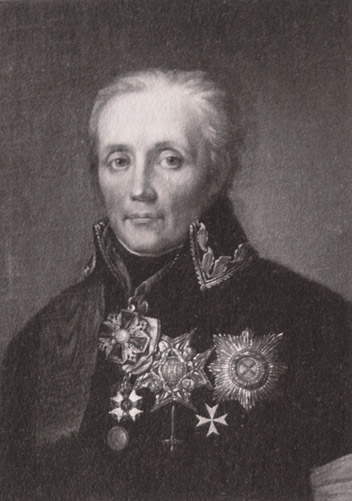
Gustaf Mauritz Armfelt 1809

Gustave IV Adolphe de Suède, devenu majeur, invita Armfelt à revenir en Suède. Ce dernier fut réhabilité et envoyé comme ambassadeur en Autriche. Mais deux ans plus tard, attaquant vivement l'attitude de l'Autriche à l'égard de Napoléon, il fut dans l'obligation de quitter ce poste. En 1805, il occupa les fonctions de gouverneur général de Finlande. En 1806, il fut nommé président du collège militaire de Suède, de 1805 à 1807, il dirigea la campagne militaire de l'Armée suédoise en Poméranie où il déploya une grande habileté, en tentant de retarder la conquête de ce duché aussi longtemps qu'il lui fut possible. De retour dans son pays natal en 1807, il fut nommé commandant en chef sur la frontière norvégienne et prit part au conflit qui opposa la Suède à la Norvège, mais il fut dans l'incapacité d'agir en raison des ordres et des contre-ordres de son chef.

### Au service de la Russie impériale
Après la conspiration menée par le lieutenant-colonel Georges d'Adlersparre (1760-1835) précipitant l'abdication de Gustave IV Adolphe le 29 mars 1809, Armfelt, toujours fidèle au roi déchu, prit la décision de se retirer dans sa propriété de Finlande, contrée qui depuis le 17 septembre 1809 était devenue un grand-duché autonome cédé à l'Empire russe. Mais une nouvelle fois, Armfelt fut nommé à de hautes fonctions dans le gouvernement suédois. Son départ fut momentanément retardé et, en 1811, ses ennemis parvinrent à obtenir un décret d'expulsion comme conspirateur. Il se rendit, le 31 mars de la même année, à l'ambassade de Russie à Stockholm et prononça son serment d'allégeance. Sa propriété, qui était située à Halikko dans le sud-ouest de la Finlande, motiva sa décision d'offrir ses services à la Russie impériale. Il fut expulsé de Suède le 1er avril 1811.
En 1811, Gustaf Mauritz Armfelt devint sujet de l'Empire russe et le 10 mars 1812 commença sa carrière militaire dans l'Armée impériale au grade de général d'infanterie, et fut admis à siéger au Conseil d'État. Armfelt accompagna en juin 1812 l'empereur Alexandre au camp fortifié de Drissa, où l'empereur tint son fameux Conseil militaire. En septembre de la même année, il se rendit en compagnie du tsar à Stockholm et participa à une convention collective. En septembre 1812, il fut élevé à la dignité de comte de l'Empire russe.
Armfelt, qui était affecté à l'Armée du Nord placée sous le commandement du prince héritier suédois Carl Johann de Suède, s'illustra aux batailles de Gross Beeren, Dennewitz et Leipzig.

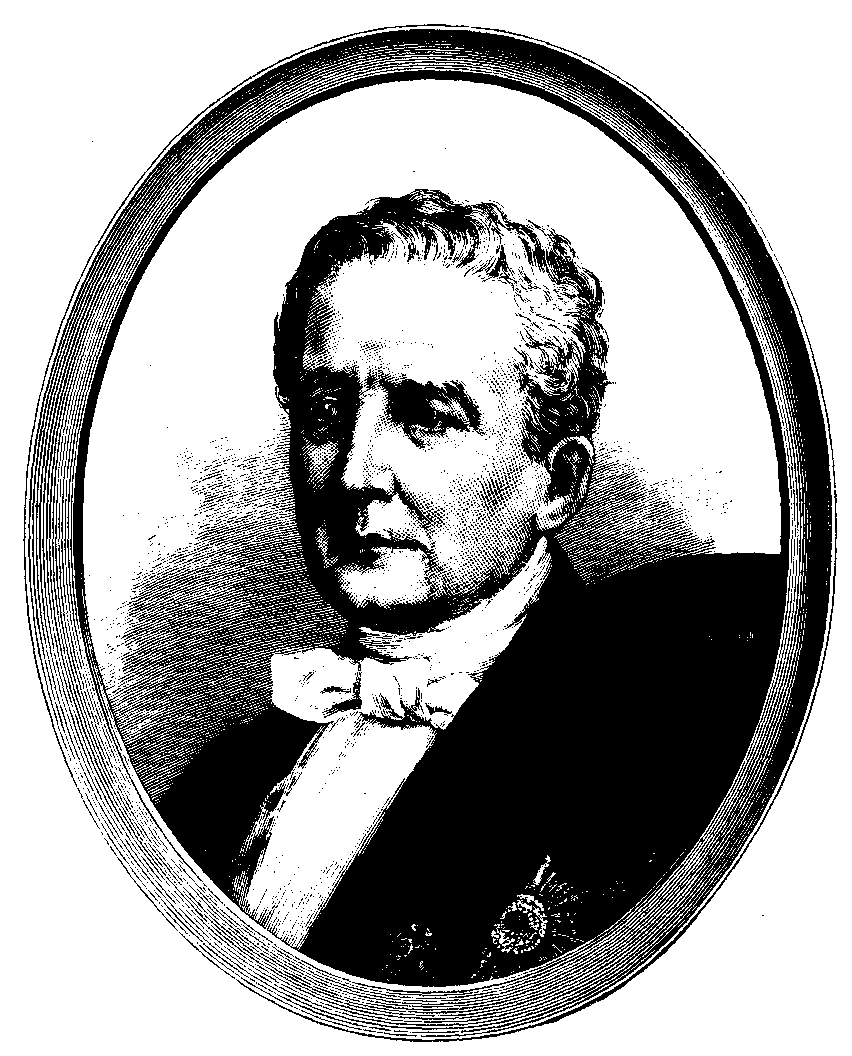
Le comte Alexandre Armfelt (1795-1876), fils de Gustaf Mauritz Armfelt

Gustaf Mauritz Armfelt contribua plus que quiconque à la fondation du grand-duché de Finlande comme État autonome.
De 1791 à 1792, le comte avait déjà occupé les fonctions de chancelier de l'Académie de Turku (première université de Finlande), de 1812 à 1814, il occupa de nouveau le poste de chancelier de l'Académie impériale de Turku. Il fut gouverneur général de Finlande brièvement en 1812-1813.

## Décès et inhumation
Le comte Armfelt mourut subitement à Tsarkoïe Selo le 19 août 1814, après avoir été rappelé en Russie. Il fut inhumé dans l'église de sa propriété située à Halikko près de Turku dans le sud-ouest de la Finlande. Le comte Armfelt est le grand-père d'Alexandre Armfelt (ou Armfeldt), professeur de médecine légale à l'université de Moscou et l'arrière-grand-père de la botaniste Olga Fedtchenko.

## Distinctions
- Ordre de l'Éléphant, 1785
- Ordre de l'Épée, 1790
- Ordre de Saint-André, 1790
- Ordre impérial de Saint-Alexandre Nevski, 1790
- Ordre des Séraphins, 1791

## Lien intern
- Famille Armfeltd

## Sources
- www.1911encyclopedia.com
- Dictionnaire des généraux russes ayant combattu contre les armées de Napoléon Bonaparte (1812-1815)wwww.museum.ru